# Premiul Național
Premiul Național al Republicii Moldova are ca scop stimularea activității de creație și al promovării valorilor autentice în domeniul științei, tehnologiilor, culturii, artei și sportului în Republica Moldova.

## Istoric
Premiul Național a fost creat prin  Hotărârea  Guvernului Republicii Moldova la data de 12 iunie 2012. 

## Statut
Premiul Național a fost instituit în scopul recunoașterii și încurajării activității de cercetare, dezvoltare științifică și tehnologică, a performanțelor artistice și sportive. Premiul Național constă din diplomă, medalie și un premiu în bani în valoare de 100 mii lei. Anual Guvernul acordă 10 premii naționale.
Premiul Național se acordă în domeniile:
- știință – pentru rezultatele cercetărilor științifice care au contribuit la dezvoltarea științei, pentru publicații, produse, procese și servicii noi cu potențial înalt socioeconomic și pentru promovarea imaginii științei naționale pe plan internațional;
- tehnologii – pentru proiectarea, dezvoltarea și punerea în aplicare a noilor tehnologii și inovații care sînt destinate soluționării provocărilor societale și care au un impact  pozitiv socioeconomic, potențial sau real;
- cultură și artă – pentru produse de creație și inovații artistice care au un impact semnificativ asupra patrimoniului cultural național și internațional, au primit aprecierea societății și au contribuit la promovarea culturii naționale pe plan internațional;
- sport – pentru performanțe sportive la nivel internațional, elaborarea noilor tehnologii pentru dezvoltarea performanței sportive, crearea școlilor de performanță, contribuție la promovarea sportului  pe plan național și internațional.

Premiul Național se decernează anual în cadrul manifestărilor dedicate  Zilei Independenței.
În scopul selectării candidaților, al evaluării și al pregătirii propunerilor în vederea decernării Premiului Național este instituită Comisia pentru decernarea Premiului Național. Componența Comisiei pentru decernarea Premiului Național se actualizează anual. În componența sa Comisia pentru decernarea Premiului Național respectă reprezentativitatea domeniilor în care se acordă și a instituțiilor relevante (autorități publice centrale, mediul academic de specialitate, societatea civilă).

## Laureați

### 2015[2]
Valentina Naforniță — soprană, solistă a Operei de Stat din Viena, Austria, pentru performanțe excepționale în dezvoltarea teatrului liric european;
Ion Bahnarel — doctor habilitat în medicină, profesor universitar; Liuba Corețchi — doctor habilitat în biologie, conferențiar cercetător; Oleg Lozan — doctor habilitat în medicină, profesor universitar; Vasile Jovmir —  doctor habilitat în medicină, profesor universitar; Leonid Voloșciuc — doctor habilitat în biologie, profesor cercetător; Victoria Ivanov — doctor habilitat în medicină, profesor cercetător, pentru implementarea conceptului noii sănătăți publice în Republica Moldova;
Nicolae Botgros  — conducător artistic și prim-dirijor al Orchestrei Naționale de Muzică Populară „Lăutarii”, pentru contribuție valoroasă la conservarea și promovarea folclorului muzical;
Valentin Tomuleț — doctor habilitat în istorie, profesor universitar, pentru ciclul de lucrări „Istoria Basarabiei în perioada modernă (1812-1918)”;
Ana-Maria Plămădeală — doctor habilitat în studiul artelor, cercetător științific principal; Violeta Tipa — doctor în studiul artelor, conferențiar cercetător, pentru monografia „Arta cinematografică din Republica M oldova”;
Valentina Stratan — doctor în biologie; Vladimir Șutchin — doctor habilitat în medicină, cercetător științific principal; Valeriu Bâlba — doctor habilitat în medicină, conferențiar cercetător — pentru lucrarea științifică „Teoria ereditară a cancerului pulmonar”;
Mihai Potârniche — fotograf, pentru întreaga activitate în domeniul artei fotografice;
Emilian Galaicu-Păun — poet, prozator, critic literar, traducător, eseist, editor, redactor-șef al Editurii „Cartier”, pentru volumul de poeme „Arme grăitoare”;
Valerian Balan — doctor habilitat în agricultură, profesor universitar, pentru ciclu de lucrări „Tehnologii în intensitatea culturii mărului și cireșului”;
Iurie Bârsa — editor; Eleonora Brigalda-Barbas — arhitector, critic de artă, doctor în studiul artelor, profesor universitar; Vladimir Bulat — istoric de artă; Ludmila Toma — critic de artă, doctor în studiul artelor; Eugen Lungu — editor, critic literar; Mihail Bacinschi — artist plastic, grafician; Mihai Dimitriu — inginer-electric; Tudor Braga — critic de artă, pentru colecția de albume „Maeștri basarabeni din secolul XX”, în 14 volume, Editura „ARC”.

### 2016[3]
Constantin Ețco, doctor habilitat în științe medicale, pentru contribuția sa în dezvoltarea managementului sistemului de sănătate și implementarea asigurărilor medicale obligatorii în Republica Moldova.
Victor Țvircun, membru al Academiei de Știință, pentru valorificarea istorico-științifică a moștenirii intelectuale a lui Dimitrie Cantemir și promovarea acesteia pe plan internațional.
Gheorghe Gaberi, doctor în științe agricole și Constantin Sîrghi, doctor habilitat în științe tehnice, pentru crearea și implementarea soiurilor autohtone și a tehnologiilor moderne în sectorul vitivinicol național.
Anatolie Zolotcov, conferențiar universitar pentru soluțiile tehnologice privind rezistența pereților structurali de beton armat a clădirilor la acțiuni seismice.
Nicolae Glib a fost apreciat pentru excelență în carieră sa muzicală, Petru Hadîrcă - pentru promovarea artei teatrale în Republica Moldova și peste hotare, iar 
Virgiliu Mărgineanu și Leontina Vataman-Mărgineanu, pentru inițierea și organizarea cu succes a Festivalului Internațional de Film Documentar „Cronograf”.
Andrei Țurcanu, scriitor pentru lucrările de critică literară și poezie ,,Arheul marginii și alte figuri” și ,,Zăpezi în august”.
Traian Vasilcău, poet,  pentru trilogia psalmodică „Regăsit în cer”, promovarea literaturii naționale peste hotare și organizarea evenimentelor culturale de susținere a tinerelor talente.
Simion Zamșa, pentru activitatea fructuoasă în domeniul artei plastice, inclusiv Opera omnia.

### 2017[4]
Dragoș Vicol, doctorul habilitat în filologie, profesor universitar, pentru cercetările de fenomenologie a culturii.
Gheorghe Baciu, doctor habilitat în științe medicale, profesor universitar, pentru contribuția personală la dezvoltarea Serviciului național de medicină legală și activitatea publicistică cu caracter istorico-medical.
Dmitrii Parmacli, doctor habilitat în economie, profesor universitar și Alexandru Stratan, doctor habilitat în științe economice, profesor universitar au fost distinși cu Premiul Național pentru ciclul de cercetări în domeniul dezvoltării potențialului și sporirea eficienței economice a agriculturii.
Gheorghe Postică, doctor habilitat în istorie, profesor universitar, pentru realizarea cercetărilor științifice fundamentale privind civilizația medievală, elaborarea studiilor teoretico-aplicative de salvgardare și punere în valoare a patrimoniului cultural național.
Teodor Chiriac, scriitor, traducător, a fost apreciat pentru opera literară și activitatea de promovare a patrimoniului național scris peste hotare.
Leon Știrbu, compozitor și Iurie Sadovnic, interpret și autor, au câștigat premiul pentru Opera „Omnia”.
Alexandru Cozub, actor și regizor de teatru, pentru originalitatea spectacolelor regizate, promovarea artei teatrale naționale peste hotare și management teatral inovativ.
Igor Cobileanschi, regizor de film, scenarist și editor pentru contribuție substanțială la creșterea calității și vizibilității produsului cinematografic autohton.
Larisa Popova, campioană olimpică pentru întreaga activitate sportivă și promovarea mișcării olimpice.

### 2020
Gaindric Constantin, profesor universitar, membru corespondent, pentru rezultate remarcabile în domeniul matematicii și informaticii și pentru promovarea imaginii Republicii Moldova prin întreaga activitate științifică de înaltă ținută; 
Chiriac Anatolie, compozitor, pentru contribuția valoroasă la dezvoltarea artei muzicale naționale; 
Mudrea Andrei, pictor, pentru merite deosebite în creație și promovarea culturii naționale; 
Ion Hadârcă, poet și publicist, pentru Opera Omnia; 
Bechet Boris, actor, pentru Opera Omnia; 
Cucul Mihail, antrenor-profesor de lupte greco-romane, pentru contribuție substanțială la promovarea valorilor olimpice și a imaginii Republicii Moldova; 
Babară Serghei, director de imagine, Ixari Lilia, pictor de costume, Turea Marin, sunetist, Cașcaval Valeriu, compozitor, Ixari Rodica, actriță, Suveică Cornelia, actriță, Butnaru Eugenia, actriță, Nazarchevici Margareta, actriță, pentru abordarea artistică de înaltă măiestrie, evocarea și redarea veridică a evenimentelor istorice marcante la crearea filmului documentar „Siberia din oase”; 
Colectivul Instituției Medico-Sanitare Publice „Centrul COVID-19 Chișinău”, pentru responsabilitatea majoră în gestionarea răspunsului sociomedical la pandemia COVID-19, precum și pentru sprijinul și fortificarea acțiunilor întregului sistem medical autohton; 
Colectivul Instituției Medico-Sanitare Publice Asociația Medicală Teritorială Buiucani, pentru prestarea serviciilor de înaltă calitate în condiții de siguranță, promovarea modului sănătos de viață și implicarea socială a personalului medical;
Colectivul Instituției Medico-Sanitare Publice Spitalul Clinic de Boli Infecțioase „Toma Ciorbă”, pentru perseverență în activitate și pentru lupta cu infecția COVID-19;
Belîi Adrian, doctor habilitat în științe medicale, profesor universitar,
Ciocanu Mihail, doctor habilitat în științe medicale, pentru lucrarea „Abordări inovative în managementul pacienților critici COVID-19 spitalizați în Institutul de Medicină Urgentă”;
Mereuță Ion, doctor habilitat în științe medicale, profesor universitar,
Carauș Vladimir, doctor în științe biologice, cercetător științific superior,
Strutinschi Tudor, doctor habilitat în științe biologice,
Cicalchin Serghei, director general al „CSK GRUP PLUS” S.R.L.,
Morar Aurel, director general al „Maurt” S.R.L., pentru ciclul de lucrări „Biotehnologii inovative în profilaxia și ameliorarea sănătății populației”;
Holban Tiberiu, profesor universitar, doctor habilitat în științe medicale, 
Pântea Victor, profesor consultant, doctor habilitat în științe medicale,
Plăcintă Gheorghe, conferențiar universitar, doctor habilitat în științe medicale,
Rusu Galina, conferențiar universitar, doctor în științe medicale,
Bîrca Ludmila, conferențiar cercetător, doctor în științe medicale,
Iarovoi Liviu, conferențiar universitar, doctor în științe medicale, pentru ciclul de lucrări științifice „Contribuții la diagnosticul, tratamentul și instituirea unui management clinic eficient în bolile infecțioase emergente”.